# Тиберий Гатерий Сатурнин
Тиберий Гатерий Сатурнин (лат. Tiberius Haterius Saturninus) — римский государственный деятель второй половины II века.
О происхождении Сатурнина нет никаких сведений. В 160/161—163/164 годах он находился на посту легата пропретора Нижней Паннонии. От этого времени сохранился алтарь в Аквинке, посвящённый Сатурнином богам. Кроме того, другой алтарь был посвящён его сыном, военным трибуном Гатерием Латронианом, Юпитеру Наилучшему Величайшему. В 164 году Сатурнин занимал должность консула-суффекта вместе с Квинтом Цецилием Авитом.